# (11779) Zernike
(11779) Zernike (4197 T-3) – planetoida z grupy pasa głównego planetoid okrążająca Słońce w ciągu 4,25 lat w średniej odległości 2,62 au. Odkryta 16 października 1977 roku.